# Johann Adam Schall von Bell

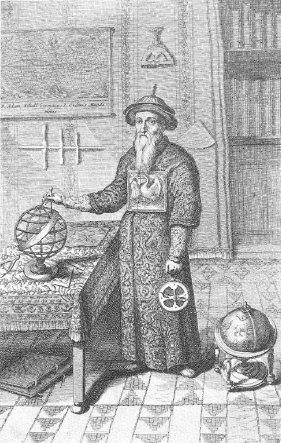
Johann Adam Schall von Bell, com as suas vestes de mandarim da dinastia Qing.

Johann Adam Schall von Bell (Lüftelberg, 1 de maio de 1591 - Pequim, 15 de agosto de 1666; chinês simplificado: 汤若望; chinês tradicional: 湯若望; pinyin: Tang Ruòwàng) foi um missionário jesuíta alemão que viveu grande parte da sua vida na China.

## Formação
Nascido de pais nobres em Colónia (Alemanha), ele frequentou o Ginásio dos Jesuítas e entrou para a Companhia de Jesus em Roma, em 1611. Depois do noviciado e de alguns anos dedicados à filosofia e à teologia, ele pediu para ser enviado às missões e, em Abril de 1618, partiu de Lisboa para a China, chegando a Macau em 1619.

## Na China
Depois de passar alguns anos em Macau, ele aventurou-se para o interior da China em 1622: passou a trabalhar na missão católica de Xi'an (Shaanxi). Foi convocado para Pequim, em 1630, para substituir o falecido padre Terrentius, que participava na reforma do calendário chinês (confiada aos jesuítas já em 1611 e reconfiada em 1629). Esta tarefa afastou-o do seu trabalho habitual de missionário, mas o futuro da missão católica na China estava, em parte, dependente desta tarefa, que requer vastos conhecimentos científicos. Na China, a elaboração do calendário anual era um dos assuntos mais importantes do Estado e, mais concretamente, do Tribunal das Matemáticas. Este importante organismo, que reunia os astrónomos oficiais, era um conselho imperial para matérias científicas, nomeadamente para a organização do calendário chinês, para a previsão de eclipses e para a observação astronómica.
A tarefa científica confiada aos jesuítas era muito difícil, pois eles tinham não apenas de convencer os chineses dos erros do seu calendário, mas também fazê-los compreender as causas desses erros, e demonstrar-lhes a fiabilidade dos princípios científicos sobre os quais os jesuítas basearam as suas correções. Para isso, eles tiveram que traduzir para chinês muitas obras de astronomia, de aritmética, de geometria e das matemáticas em geral. Apesar do apoio imperial, os jesuítas tiveram que enfrentar uma oposição significativa de alguns astrónomos chineses invejosos e supersticiosos.
Em 1644, a dinastia Ming foi substituída pela nova dinastia Qing, fundada por manchus, que conseguiram conquistar a China. Os novos governantes manchus continuaram a empregar os jesuítas na reforma do calendário, que já estava num estado avançado. O novo Imperador manchu Shunzhi era um grande admirador de Adam Schall: ele, contra as rígidas regras de etiqueta chinesa, chegou mesmo a visitar a modesta casa do missionário, permanecendo lá durante longos períodos de tempo para interrogá-lo acerca dos mais variados assuntos. Adam Schall tornou-se num mandarim, no conselheiro de confiança do Imperador Shunzhi, no director do Observatório Imperial e no presidente do Tribunal das Matemáticas. Em 1653, Shunzhi expressou, através de um diploma, a sua grande satisfação pelos serviços prestados por Adam Schall no âmbito da reforma do calendário e da direcção do Tribunal das Matemáticas, conferindo por isso ao Padre Schall o título de "doutor mais profundo".
A sua posição na burocracia imperial e a confiança que Shunzhi tinha por ele permitiu-lhe, em 1657, obter a permissão imperial para os jesuítas de construírem igrejas e pregarem o Evangelho por todo o país. Esta permissão deu um grande impulso e novo fôlego à Igreja Católica chinesa: em 1617, a Igreja converteu apenas 13 mil; em 1650, já conseguiu 150 mil novos convertidos; e de 1650 até 1664, o número de convertidos aproximava-se dos 255 mil. Em 1650, abriu-se a primeira igreja pública em Pequim, cuja construção foi financiada pelo Imperador. Esta igreja, construída no sítio onde esteve a primeira capela de Pequim (construída por Matteo Ricci), tornou-se mais tarde na Catedral da Imaculada Conceição, que é a actual sede da Arquidiocese de Pequim. Adam Schall até tinha a esperança de que um dia o Imperador Shunzhi iria pedir o baptismo, mas ele morreu sem se converter, em 1661 e com apenas 24 anos.
A morte de Shunzhi (1661) alterou a situação privilegiada e favorável de Schall. O astrólogo Yang Guangxian alegou que ele causou indirectamente a morte da Imperatriz Xiao Xian. Schall foi preso e condenado à morte. A sentença não foi executada, mas ele morreu (1666) pouco depois de sua libertação, devido às privações que tinha sofrido. Somente em 1669, quando o Imperador Kangxi assume o poder real, é que a sentença contra o Padre Schall foi declarada nula e iníqua pelo Tribunal dos Ritos. O Padre Schall teve também finalmente direito a cerimónias solenes funerárias em sua homenagem. O próprio Imperador compôs um epitáfio extremamente elogioso para o túmulo do Padre Schall, que foi sepultado junto de Matteo Ricci.